# 宇津木麗華

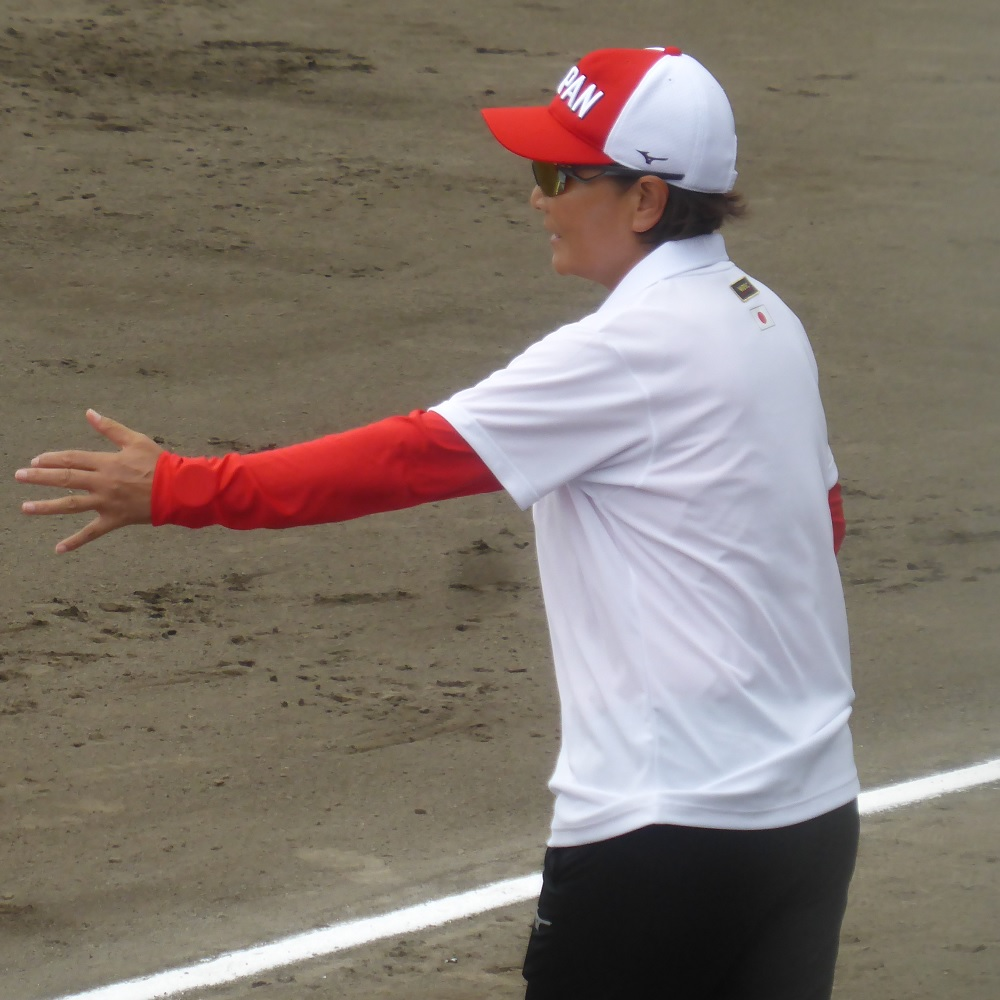
三塁コーチスボックスから采配を揮う宇津木麗華 (2024年)

宇津木 麗華（うつぎ れいか、1963年6月1日 - ）は、中国・北京出身の日本国籍の女子ソフトボール選手（内野手（三塁手））・指導者。帰化前の名前は任彦麗（ニン エンリ）。元ビックカメラ高崎監督、ソフトボール日本代表監督。北京市長辛店第三中学校、群馬女子短期大学卒。日本にやってくる前はソフトボール中国代表として活躍した。その後25歳で来日し、日本リーグ三冠王達成の翌年に帰化。

## 経歴
3番目の末っ子として誕生した。幼少期は文化大革命の混乱期だったが、きまじめな軍人の父から厳しい教育を受けた。スポーツ好きの一面を持っていた父の影響もあり、小学校から中学校にかけてのころは陸上競技のやり投に没頭していたが、14歳の時にソフトボールを始めた。ソフトボールに転向して1年後、のちに家族同然の間柄となる宇津木妙子（以下、妙子）と出会った。
妙子との交流は続き、25歳になった1988年、妙子を頼って来日。同年、妙子が総監督を務めていた日立高崎（ビックカメラ高崎の前身）に入団し、1年で日本リーグ2部から1部に上がる原動力となった。1994年、日本リーグで三冠王達成。
32歳だった1995年に日本に帰化し、妙子から日本名の宇津木姓をもらった。元軍人の父には反日感情が少なからずあり、最初は娘の決断に反対していたが、妙子の説得により父からの承諾を取りつけた。
2000年、37歳で主将として出場したシドニーオリンピックでは3試合連続本塁打の活躍で日本代表を銀メダルに導いた。
2003年、ルネサスエレクトロニクス高崎の選手兼任監督に就任。
2004年のアテネオリンピックでも「宇津木ジャパン」の主砲として活躍。投手には22歳の上野由岐子、外野には20歳の山田恵里がいる中で、41歳の宇津木は存在感を放ち、日本代表は銅メダルを獲得した。オリンピック後に現役を引退し、日立&ルネサス高崎の監督に就任した。
特にアテネオリンピックでは宇津木妙子のマネージメント的役割も兼務していた。現役引退後は監督として、宇津木妙子と共に後進の育成に努める。
2011年、日本代表監督（日本ソフトボール協会では「ヘッドコーチ」の肩書）に就任。翌2012年の世界選手権では42年ぶりの優勝に導いた。
2014年、韓国・仁川で行われたアジア競技大会の日本代表監督を務める。
2015年よりビックカメラ高崎に所属。
2021年7月、東京オリンピックにおいて日本代表を金メダル獲得に導いた。11月24日、群馬県の県民栄誉賞を受賞。
2022年7月、台湾の台北で開催された世界野球ソフトボール連盟（WBSC）総会において、現役選手時代の活躍が評価され、選手部門における国際ソフトボール殿堂入りを果たした。

## 人物・エピソード
麗華と妙子の母は本当の親子のように仲が良く、麗華の得意料理である餃子を一緒に作ったり、定期的に連絡をとったりと、心温まる交流が長く続いた。その母が2001年に死去した時も、直前に電話で話したのは妙子ではなく、麗華だったという。
妙子は2017年のインタビューで、来日したばかりの麗華に関して「その後、シニアに上がってきて、日中両国の試合があるたびにコミュニケーションをとりましたけど、彼女は本当に一生懸命、日本語を覚えようとしていた。手紙も送ってくれました。私のほうもロクに話ができないのに国際電話をかけて、月20万円の電話代を請求されたこともあったかな。父にはものすごく怒られましたけどね（苦笑）」と明かしている。
2019年、高崎市は市の「高崎市浜川ソフトボール場第１球場」の愛称を宇津木妙子・宇津木麗華の両名にちなみ「宇津木スタジアム」と命名するとした。
2021年開催の東京オリンピック日本代表監督としてチームを金メダルに導いた功績と栄誉をたたえ、2021年12月1日、群馬県高崎市の高崎下大類郵便局前に記念のゴールドポスト（第15号）が設置された（ゴールドポストプロジェクト）。

### 上野由岐子とのエピソード
上野由岐子のことは九州女子高校（現・福岡大学付属若葉高校）時代より目をかけており、宇津木は後に週刊誌のインタビューで「アテネで金メダルを逃した原因を考えると、やはりピッチャーでした。もっとしっかりしたピッチャーがいれば私たちはより大きな自信を持って戦えたんじゃないかと感じたんです。そのためにも上野を世界一のピッチャーに育てて、自分の母国・中国で開かれる北京五輪を託すしかない。そう考えて、私は上野をアメリカに連れていきました」と答えている。その上野がその後、北京を最後にソフトボールが五輪種目からはずれたうえケガも重なり、燃え尽き症候群のような状態に陥った際には上野をなだめ、励まし、勇気づけながら、ソフトボールへの思いを取り戻させようと試みた。2010年世界選手権（ベネズエラ）を回避したいと上野が申し入れてきたときも「それならいいよ。すべて私が背負うから。逆に行きたくても行かせないよ。あなたは世界一なんだから、嫌なことを背負うために自分が横にいるから」と受け入れ、さまざまな批判の矢面にも立った。「自分の気持ちを尊重してもらいながら、うまく引っ張ってもらえました。麗華監督じゃなかったら、自分もここまで頑張り続けられなかった」と、上野自身も宇津木の存在感の大きさを改めて痛感したという。

## 評価
妙子は後年のインタビューで「2012年世界選手権決勝のアメリカ戦も、最後にスクイズで勝ったんですけど、麗華は2ストライク・3ボールという追い込まれた状況でバントをさせるという大博打をやってのけた。根っからの勝負師なんです。バントやヒットエンドランなど常日ごろから選手にいろんなことをやらせてますし、ホームランだけじゃ勝てないこともよくわかっている。現役時代の彼女も何でもできる怖いものなしの選手だった。自分自身の経験を存分に生かしているんだと思います。一方で緻密さも持ち合わせている。それも選手時代から変わりません。作戦ノートには選手の一挙手一投足や相手の特徴などがこと細かく書いてある。試合前には毎回のように私にオーダーを送ってきますけど、“大丈夫だよ”と前向きに返してます。私に太鼓判を押されるとどこか安心するんでしょう。そんな一面もありますけど、あらゆる面で努力を惜しまない指導者だと感じます」と評価している。